# Емос і Ендрю
Емос і Ендрю (англ. Amos & Andrew) — американська комедія 1993 року.

## Сюжет
Успішний письменник Ендрю Стерлінг, лауреат престижної премії, надумавши відпочити від метушні і шуму мегаполісу, купив собі особняк в тихому містечку. Але насолодитися спокоєм йому не довелося: пильні сусіди, прийнявши темношкірого Ендрю за грабіжника, поспішили повідомити в поліцію. Шеф поліції негайно ж наказав оточити будинок письменника, але незабаром з'ясувалося, що сталася помилка, яка загрожує скандалом. Щоб зам'яти її, поліцейські вирішили вдатися до допомоги молодого ув'язненого — спритного злодюжки Емоса, якому доручили забратися в будинок і нібито взяти в заручники Стерлінга. Як виявилося пізніше, це була далеко не найкраща ідея шефа.

## У ролях
| Актор              | Роль                             |
| ------------------ | -------------------------------- |
| Семюел Л. Джексон  | Ендрю Стерлінг                   |
| Майкл Лернер       | Філ Гіллман                      |
| Маргарет Колін     | Джуді Гіллман                    |
| Ніколас Кейдж      | Емос Оделл                       |
| Дебні Коулмен      | начальник поліції Сесіл Толлівер |
| Бред Дуріф         | офіцер Донні Дональдсон          |
| Челсі Росс         | Ерл                              |
| І.М. Гобсон        | Валдо Лейк                       |
| Джефф Блуменкрантц | Ерні                             |
| Тодд Вікс          | Стен                             |
| Джордан Лунд       | Райлі                            |
| Джоді Лонг         | Венді Вонг                       |
| Майкл Берджесс     | репортер                         |

| Актор              | Роль                     |
| ------------------ | ------------------------ |
| Леонор Ентоні      | репортер                 |
| Волтер Реймонд     | телеведучий              |
| Джанкарло Еспозіто | преподобний Фентон Брунч |
| Лоретта Дівайн     | Ула                      |
| Боб Балабан        | доктор Р. А. «Рой» Фінк  |
| Рон Тейлор         | Шерман                   |
| Еймі Грем          | Стейсі                   |
| Ерні Гаррет        | капітан поліції          |
| Трейсі Волтер      | Боб                      |
| Еллісон Макі       | ведуча                   |
| Ерік Пейслі        | сторож                   |
| Кім Стонтон        | місіс Стерлінг           |
| Рембо              | Роммель                  |
| Аміго              | Роммель                  |